# Howard Davies (regista)
Stephen Howard Davies (Durham, 26 aprile 1945 – 25 ottobre 2016) è stato un regista teatrale e regista cinematografico britannico.

## Biografia
Davies, figlio di un minatore, nacque a Durham, Inghilterra e studiò all'Università di Durham e l'Università di Bristol, dove mostrò interesse per i lavori di Bertolt Brecht.
Agli inizi degli anni 70, Davies lavorò durante un lungo periodo di tempo con il Bristol OldVic e il Birmingham Repertory Theatre, ha svolto inoltre il ruolo di regista associato per la Royal Shakespeare Company, dove tra i suoi progetti spiccano Le relazioni pericolose, Macbeth e Troilo e Cressida. Ha realizzato molte opere anche per il Royal National Theatre, dove lavorò su Hedda Gabler, La casa di Bernarda Alba, Pigmalione, Il crogiuolo, The Shaughraun (di Dion Boucicault) e Paul (di Howard Benton) e diresse Il giardino dei ciliegi, opera di Anton Čechov, che debuttò nel maggio del 2011 e fu ritrasmessa il 30 giugno di quello stesso anno come parte del “National Theatre Live”. Nel teatro inglese di Almeida ha diretto Chi ha paura di Virginia Woolf? e The Play About the Baby, mentre nel Teatro Hampstead ha diretto la prima del 2012 di 55 Days di Howard Benton.
In quanto ai suoi lavori nell'opera, il suo curriculum include Idomeneo, L'italiana in Algeri, Eugene Onegin, I due Foscari e ha diretto l'interpretazione semiteatrale dell'After Aida 1985-86 nel Galles e nell'OldVic Theatre.
Il lavoro di Davies nel West End Theatre gli ha fruttato il premio Laurence Olivier al miglior Regista per The Iceman Cometh (Arriva l'uomo del ghiaccio), Erano tutti miei figli e La guardia bianca; il premio del London Critics Circle come miglior regista per Il lutto si addice a Elettra e The Iceman Cometh, e il premio al Miglior Regista Evening Standard per Erano tutti miei figli e Flights di Michail Bulgakov.
Davies fece il suo debutto a Broadway con Piaf nel 1981. Ancora a Broadway: Le relazioni pericolose, il revival del 1990 La gatta sul tetto che scotta, il revival del 1993 My Fair Lady, Translations, il revival del 1999 de The Iceman Cometh, il revival del 2002 di Vite in privato, il revival del 2007 di Una luna per i bastardi. È stato candidato per tre volte ai Tony Awards per la miglior regia, senza vincere, e candidato per tre volte al Drama Desk Award for Outstanding Director of a Play, vincendolo con Le relazioni pericolose.
In televisione ha diretto il film Copenhagen e Blue/Orange e al lungometraggio The Secret Rapture.
Per i suoi servizi al dramma nel Capodanno nel 2011 fu nominato commendatore dell'Ordine dell'Impero Britannico.
Era sposato con l'attrice Clare Holman.